# Coléoptères (revue)
Coléoptères est une revue d'entomologie en langue française, uniquement dédiée aux coléoptères du Monde.

## Historique
Après la cessation en 1995 de la publication du Bulletin de la Société Sciences Nat, il était devenu un besoin important pour les entomologistes d'avoir une revue qui puisse publier des descriptions d'insectes très rapidement, et la même année les revues Coléoptères et Besoiro ont été fondées.

## Composition
Chaque numéro suit certaines règles sur la présentation, et ne contient qu'un seul travail. Des figures en noir et blanc, mais aussi de nombreuses photographies en couleurs, illustrent les publications.

## Auteurs
Les articles ne sont publiés qu'à l'initiative du Comité Scientifique. La revue ne prend pas en considération les manuscrits non sollicités. 

Tous les auteurs et tous les taxons publiés sont détaillés sur le site de la revue

Les principaux auteurs sont Philippe Antoine Cetoniidae, Roger-Paul Dechambre Dynastidae, Thierry Deuve Carabidae, Gérard Tavakilian Cerambycidae et Marc Lacroix. Melolonthinae.

## Production
La dimension de la publication est celle d'une feuille de papier A4 pliée en deux (format A5). Les tirages sont faits par photocopies. Il n'y a pas de périodicité fixe, un nouveau numéro est réalisé quand un nouveau travail est accepté par le Comité Scientifique.
Chaque numéro est tiré à une cinquantaine d'exemplaires, dont certains sont envoyés à des spécialistes et à certaines institutions à travers le monde. Environ 40 exemplaires sont disponibles à la vente. 